# Lophostica nova
Lophostica nova là một loài nhện trong họ Salticidae.
Loài này thuộc chi Lophostica. Lophostica nova được Ledoux miêu tả năm 2007.